# Pterophorus nauarches
Pterophorus nauarches is een vlinder uit de familie vedermotten (Pterophoridae). De wetenschappelijke naam van de soort is voor het eerst geldig gepubliceerd in 1930 door Edward Meyrick.